# Thevitella alphalis
Thevitella alphalis là một loài bướm đêm trong họ Crambidae.